# Lomatopodium
Lomatopodium es un género de plantas herbáceas perteneciente a la familia de las apiáceas.Comprende 4 especies descritas y de estas, las 4 pendientes de aceptar.

## Taxonomía
El género fue descrito por Fisch. & C.A.Mey. y publicado en Bulletin de la Classe Physico-Mathématique de l'Académie Impériale des Sciences de Saint-Pétersbourg 3: 305. 1845. La especie tipo es: Lomatopodium lessingianum Fisch. & C.A.Mey.	

## Especies
A continuación se brinda un listado de las especies del género Lomatopodium descritas hasta julio de 2013, ordenadas alfabéticamente. Para cada una se indica el nombre binomial seguido del autor, abreviado según las convenciones y usos.
- Lomatopodium karelinianum Turcz. ex Stschegl.
- Lomatopodium lessingianum Fisch. & C.A.Mey.
- Lomatopodium platyphyllum Schrenk
- Lomatopodium staurophyllum (Rech.f.) Rech.f.